# Charly Lownoise

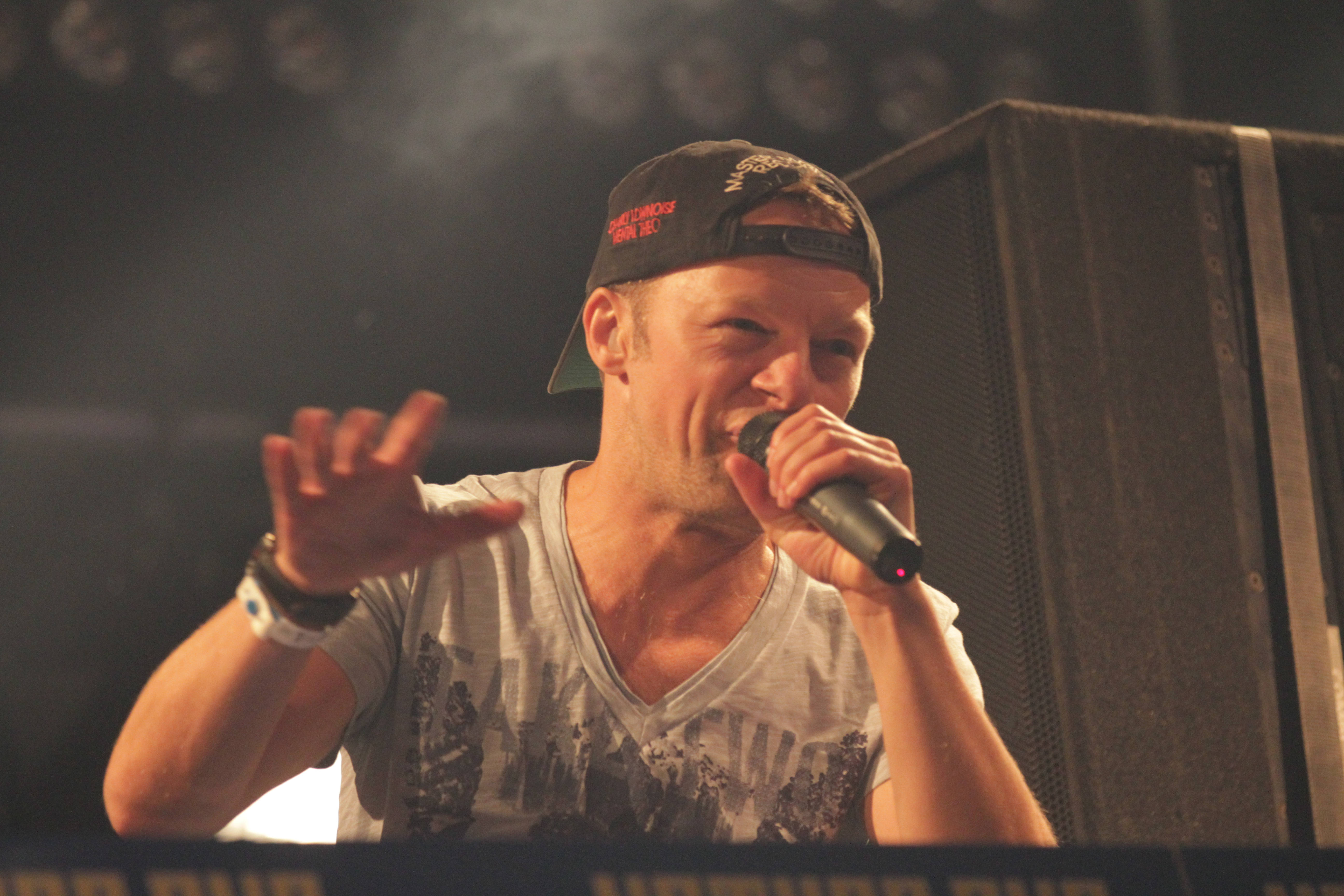
Charly Lownoise beim Nature One 2013

Charly Lownoise (* 17. Juni 1968 in Den Haag; eigentlich Ramon Rollfs oder Roelofs) ist ein Happy-Hardcore-DJ und -Produzent und Labelinhaber aus den Niederlanden. Er ist Mitglied des Duos Charly Lownoise & Mental Theo und Starsplash.

## Wirken
Bereits Roelofs zweite Veröffentlichung (R.J.'s Rule: Rave this Nation, 1991) wurde zu einem weltweiten Erfolg in den Clubs und sein Label Master Maximum Records hatte einen erfolgreichen Start. Zu dieser Zeit lernte er in Utrecht Theo Nabuurs (alias Mental Theo) kennen. Nabuurs hatte sich als DJ bereits etabliert und trat an verschiedenen Großanlässen auf (zum Beispiel Eurorave und Dance to Eden). Die beiden entschlossen sich zu einer Zusammenarbeit.
Roelofs und Nabuurs gingen zusammen als Speedcity auf Tour. Als Charly Lownoise & Mental Theo veröffentlichten sie auf Roelofs' Label mehrere erfolgreiche Platten. „Live at London“ erreichte hohe Positionen in den offiziellen Charts in den Niederlanden. 1995 erschien die Single „Wonderfull Days“ auf dem Major-Label Polygram. Sie gaben mit Ausnahme der Rechte an Vinyl-Veröffentlichungen den gesamten Vertrieb und das Marketing an Polygram ab.
2001 löste sich das Duo auf und beide gingen wieder getrennte Wege, danach bildete Charly Lownoise im gleichen Jahr zusammen mit Franky Tunes das Duo Starsplash. Am 22. Oktober 2004 veröffentlichte er eine Mix-CD.
Ende Januar 2005 erschien ein Charly-Lownoise-&-Mental-Theo-Best-of-Album mit dem Titel Thank you Ravers.
Am 2. Oktober 2007 trat er erstmals wieder gemeinsam mit Mental Theo in Schwerin auf. Im selben Jahr veröffentlichte er seine Autobiographie „Autobiografie van een DJ“, die 2009 auch auf Deutsch erschien.
Zeitweilig legen beide gemeinsam auf Oldschool Raves in den Niederlanden oder Deutschland auf. Am 1. August 2009 spielte er zusammen mit Mental Theo bei der Nature One auf dem Classic Terminal.
Am 12. Juni 2010 legten die beiden zusammen eine Stunde auf dem Mainfloor der Defqon.1 und am 24. Juli 2010 wiederum auf dem Truck des deutschen Techno-Radiosenders „Sunshine Live“ auf der Loveparade in Duisburg auf.

## Diskografie
- Für Veröffentlichungen als Teil von Charly Lownoise & Mental Theo siehe hier.
- Für Veröffentlichungen mit Starsplash siehe hier.